# Понте д'Аворио (Перуђа)
Понте д'Аворио је насеље у Италији у округу Перуђа, региону Умбрија.
Према процени из 2011. у насељу је живело 35 становника. Насеље се налази на надморској висини од 281 м.